# Cheiromeles torquatus
Il pipistrello nudo maggiore (Cheiromeles torquatus  Horsfield, 1824) è un pipistrello della famiglia dei Molossidi diffuso nell'Ecozona orientale.

## Descrizione

### Dimensioni
Pipistrello di grandi dimensioni, con la lunghezza totale tra 255 e 265 mm, la lunghezza dell'avambraccio tra 74 e 90 mm, la lunghezza della coda tra 60 e 75 mm, la lunghezza del piede tra 25 e 27 mm, la lunghezza delle orecchie tra 25 e 32 mm e un peso fino a 185 g.

### Aspetto
Il corpo è robusto e completamente privo di peli visibili, eccetto un collare di lunghe setole untuose localizzate intorno ad una sacca ghiandolare sulla gola. La pelle è nerastra ed estremamente elastica. Il muso è lungo, largo e tozzo, le labbra sono lisce. Le orecchie sono ben separate tra loro, triangolari e con l'estremità arrotondata. Le membrane alari sono lunghe e strette. I piedi sono robusti, con gli alluci opponibili e ricoperti di lunghe setole, con l'estremità ricurva e spatolata. La coda è lunga, tozza e si estende per più della metà oltre l'uropatagio. Le femmine hanno un paio di mammelle ascellari inserite nelle tasche cutanee presenti lungo i fianchi, dove vengono posizionate le ali durante il riposo.

## Biologia

### Comportamento
Si rifugia in colonie spesso numerose fino a 20.000 individui nelle cavità degli alberi, nei crepacci e in buche nel terreno. Condivide spesso i luoghi con Mops mops. L'attività predatoria inizia al tramonto. Il suo volo è rapido e diretto.

### Alimentazione
Si nutre di insetti come le termiti, catturati negli spazi aperti, sia sopra la volta forestale che in spianate o risaie.

### Riproduzione
Danno alla luce due piccoli alla volta, i quali vengono lasciati soli nei rifugi dai genitori durante le attività predatorie.

## Distribuzione e habitat
Questa specie è diffusa nella Penisola malese e a Sumatra, Giava, Borneo, Palawan ed alcune isole vicine.
Vive nelle foreste di pianura.

## Tassonomia
Sono state riconosciute 3 sottospecie:
- C.t.torquatus: Thailandia peninsulare, Penisola malese, Ko Tarutao;
- C.t.caudatus (Temminck, 1841): Giava, Borneo, Palawan;
- C.t.jacobsoni (Thomas, 1923): Sumatra, Simeulue, Bangka.

## Conservazione
La IUCN Red List, considerata l'ampia diffusione, anche se appare raro in alcune parti del suo areale e l'assenza di minacce rilevanti, classifica C.torquatus come specie a rischio minimo (Least Concern)).